# Llista de capítols de Guardians de la nit
Això és una llista dels volums i capítols del manga de la sèrie Guardians de la nit, sèrie de manga creada per Koyoharu Gotōge.
Kimetsu no Yaiba va començar la seva serialització en l'edició #11 del 2016 del setmanari Shōnen Jump de Shūeisha el 15 de febrer de 2016. Es va publicar una història paral·lela per al manga en el primer número de Shonen Jump GIGA el 20 de juliol de 2016. Shūeisha va començar a llançar simultàniament la sèrie en castellà en el servei Manga Plus el gener de 2019.
Va finalitzar el 15 de maig de 2020 amb la publicació del capítol 205 a la revista setmanal Shōnen Jump de Shūeisha. Se n'han publicat un total de 23 volums (l'últim va sortir el desembre del 2020).
Norma Editorial va publicar el primer volum en castellà per Espanya el 8 de març de 2019, i el primer volum es va començar a publicar en català també per la mateixa editorial el 28 d'octubre del 2022.

## Argument
A l'Era Taisho, en Tanjiro Kamado és un noi intel·ligent amb un bon olfacte i cor que vivia amb la seva família a les muntanyes i guanyava diners venent carbó, però tot canvia quan la seva família és atacada i assassinada per un dimoni. En Tanjiro i la seva germana Nezuko són els únics supervivents de l'incident, tot i que la seva germana Nezuko es converteix en un dimoni. Sorprenentment, però, encara mostra signes d'emoció i pensament humans. Després d'una trobada amb en Giyu Tomioka, un caçadimonis, en Tanjiro és reclutat per l'Urokodaki per a convertir-se també en un i així comença la seva cerca per a ajudar la seva germana a tornar-se humana novament.

## Publicació
| Núm. | Data de publicació en català | ISBN català       |
| --- | ---------------------------- | ----------------- |
| 1 | 28 d'octubre de 2022         | 978-84-679-5847-8 |
| La vida d’en Tanjirô, un jove i afable venedor de carbó, canvia de sobte el dia en què descobreix que un dimoni ha assassinat a la seva família. Malgrat que la seva germana Nezuko aconsegueix sobreviure a la massacre, ho fa convertida en una criatura demoníaca. Lluny de quedar-se de braços plegats, en Tanjirô decideix endur-se la seva germana a un viatge amb una doble finalitat: trobar una cura que la faci tornar a la seva forma original i venjar-se del dimoni culpable del seu infortuni.                       |                              |                   |
| 2 | 25 de novembre de 2022       | 978-84-679-5848-5 |
| Durant la selecció final, en Tanjirô s'enfronta a un estrany dimoni que utilitza les mateixes tècniques que el mestre Urokodaki li ha ensenyat a ell. Serà capaç de superar la prova? Més tard, un cop ja a casa del seu mestre, descobreix que la Nezuko per fi s'ha despertat. Tots dos junts emprenen un viatge que els durà fins a un poble on, segons diuen els rumors, cada nit desapareixen noies joves sense deixar cap mena de rastre.                                                                                    |                              |                   |
| 3 | 13 de gener de 2023          | 978-84-679-5849-2 |
| Amb l’ajuda de la Tamayo i en Yushirô, en Tanjirô i la Nezuko s'enfronten a un parell de dimonis que fan servir pilotes i signes de fletxa com a arma, i que a més diuen ser membres de les 12 Llunes Demoníaques o, el que és el mateix, subordinats directes d’en Kibutsuji. Seran capaços de vence’ls? Trobaran alguna pista que els guiï fins al seu arxienemic…? |                              |                   |
| 4 | 17 de febrer de 2023         | 978-84-679-5850-8 |
| Tan bon punt surt de la mansió del dimoni dels tambors, en Tanjirô es troba amb el misteriós noi del cap de senglar, que està clavant una allisada a en Zenitsu. Com s'ho farà en Tanjirô per aturar-lo?! Més endavant, després d’haver gaudit d’un merescut descans, en Tanjirô i companyia reben una ordre urgent del Cos de Matadimonis que els porta fins a una muntanya d’allò més esfereïdora. Què hi haurà allà, esperant-los dins la foscor...?                                                                            |                              |                   |
| 5 | 31 de març de 2023           | 978-84-679-5851-5 |
| Un cop arribats al mont Natagumo, en Tanjirô i companyia es veuen obligats a lliurar una cruenta batalla contra una família de dimonis aranya. Mentre en Zenitsu lluita contra els efectes d’un verí que l’està convertint en un ésser aràcnid, l’Inosuke i en Tanjirô s'han d’enfrontar al pare de la família, qui no els ho pensa posar gens fàcil... Seran capaços de trobar una sortida a aquesta situació desesperada...? |                              |                   |
| 6 | 21 d'abril de 2023           | 978-84-679-5852-2 |
| Un cop vençut el dimoni aranya, un altre membre del Cos de Matadimonis, la Shinobu Kochô, apareix de cop amb la intenció d’eliminar la Nezuko, fet que desencadena una batussa que acaba amb la captura dels dos germans. Més tard, en Tanjirô es desperta al quarter general del Cos envoltat pels anomenats “pilars”, l’elit dels espadatxins caçadimonis, que es disposen a jutjar-lo per haver infringit les normes duent un dimoni amb ell. No obstant això, en aquest precís moment, una important figura entra en escena... |                              |                   |
| 7 | 12 de maig de 2023           | 978-84-679-5853-9 |
| Sota l’empara de la Shinobu, un dels pilars del Cos, en Tanjirô i companyia aconsegueixen guarir-se de les ferides i aprendre els secrets de la concentració total constant. Llavors, una nova missió els du a l’anomenat “tren infinit” on, amb l’ajut d’en Rengoku, el pilar de les flames, eliminen un dimoni que s'havia amagat al comboi... o això es pensen ells, ja que en realitat es troben tots atrapats en un son que els ha induït el dimoni Enmu... Trobaran la manera d’escapar-se d’aquesta difícil situació?!      |                              |                   |
| 8 | 9 de juny de 2023            | 978-84-679-5854-6 |
| En Tanjirô ha executat la forma del “cel immaculat” de la dansa del déu del foc per parar els peus a l’Enmu, el dimoni del son, però... deu haver donat resultat, la seva estratègia?! D’altra banda, davant de l’equip de Matadimonis apareix un nou ésser misteriós que obligarà en Rengoku, el Pilar de les Flames, a entrar en acció... Què va veure en Tanjirô més enllà de les paraules de l’home més fort?! |                              |                   |
| 9 | 7 de juliol de 2023          | 978-84-679-5855-3 |
| Acompanyats d’en Tengen Uzui, en Tanjirô i la resta de la colla es dirigeixen cap al barri del plaer, on s'amaguen uns dimonis. El seu objectiu consisteix a esbrinar què se n’ha fet de les tres esposes del pilar del so, amb les quals van perdre el contacte mentre es trobaven enmig d’una missió de reconeixement. Per poder-ho fer, en Tanjirô i companyia s'infiltren al barri disfressats de dones, però, tot i així, no aconsegueixen treure’n l’entrellat. Mentrestant, una presència maligna amenaça les cortesanes... |                              |                   |
| 10 | 4 d'agost de 2023            | 978-84-679-5856-0 |
| La Daki, l’oiran demoníaca que ha estat exercint el seu domini sobre el barri del plaer, es fusiona amb la seva faixa i ataca en Tanjirô amb una força descomunal. En Tanjirô contraataca amb la dansa sagrada del foc, però acaba al límit de les seves forces. La Nezuko i l’Uzui miraran d’agafar-li el relleu, però la batalla contra la Lluna superior acabarà tenint un gir inesperat... |                              |                   |
| 11 | 8 de setembre de 2023        | 978-84-679-5857-7 |
| La batalla contra en Gyûtarô i la Daki, els germans que comparteixen el títol de la sisena Lluna superior, augmenta en intensitat. L’un rere l’altre, en Tanjirô i companyia arriben per socórrer el pilar, però l’Uzui, l’Inosuke i en Zenitsu acaben caient víctimes de la fulla assassina dels dimonis. Amb els seus companys fora de combat, serà capaç en Tanjirô de derrotar les dues Llunes?! |                              |                   |
| 12 | 6 d'octubre de 2023          | 978-84-679-5858-4 |
| Ressentit per la primera baixa en 113 anys d’una de les seves Llunes superiors, en Muzan decideix donar noves ordres als seus lacais. Per la seva banda, en Tanjirô, després que el seu enfrontament contra en Gyûtarô hagi deixat escantellada la fulla de la seva katana, decideix visitar en Haganezuka al poble dels ferrers per demanar-li que n’hi forgi una de nova... |                              |                   |
| 13 | 10 de novembre de 2023       | 978-84-679-5859-1 |
| Les Llunes superiors Hantengu i Gyokko han atacat el poble secret dels ferrers!! Mentre que en Tanjirô i en Genya es veuen obligats a lliurar una dura batalla contra en Hantengu, un dimoni que creix en nombre i en poder cada cop que se l'escapça; el pilar de la boira, en Tokitô, normalment indiferent a tot allò que li és aliè, veu com un altre dimoni ataca el petit Kotetsu. Com reaccionarà aquesta vegada...?! |                              |                   |
| 14 | 7 de desembre de 2023        | 978-84-679-5860-7 |
| Les emocions d’en Hantengu s'escindeixen del seu cos original i es fusionen en un nou dimoni que, després d’acusar en Tanjirô de turmentar els febles, l’arrossega a un cruent combat. D’altra banda, en ple enfrontament amb en Gyokko, en Tokitô comença a recuperar els records del seu passat... |                              |                   |
| 15 | 2 de febrer de 2024          | 978-84-679-5860-7 |
| En Tanjirô per fi ha aconseguit acorralar el cos original de la Lluna superior Hantengu, però s'apropa l’alba i la Nezuko corre el perill d’acabar socarrimada! Amoïnat pel que pugui passar-li a la seva germana, en Tanjirô dubta entre protegir-la a ella o escometre l’enemic. Serà possible acabar a la fi amb en Hantengu?! I podrà la Nezuko sortir sana i estàlvia d’aquesta situació?! |                              |                   |
| 16 | 1 de març de 2024            | 978-84-679-5862-1 |
| A en Tanjirô li ha arribat el moment de començar a practicar sota la tutela d’en Himejima, el pilar de les roques, que el sotmetrà a un estricte entrenament consistent a meditar sota una cascada, carregar troncs i moure una roca d’allò més grossa. Aconseguirà guanyar-se el reconeixement del pilar? Mentrestant, en Muzan intenta localitzar la Nezuko i l’Ubuyashiki, i cada cop és més a prop d’assolir el seu objectiu...                                                                                                |                              |                   |
| 17 | 5 d'abril de 2024            | 978-84-679-5863-8 |
| El Cos de Matadimonis s'endinsa a la fortalesa infinita amb l'objectiu de derrotar en Muzan. La Shinobu es troba immersa en una cruenta batalla contra en Dôma, la segona Lluna superior, però aquest no respon als seus verins i això fa que tot se li compliqui encara més. Aconseguirà la pilar dels insectes venjar la seva germana...? Mentrestant, a en Zenitsu se li apareix un nou dimoni... |                              |                   |
| 18 | 7 de juny de 2024            | 978-84-679-5864-5 |
| En Tanjirô i en Tomioka s'enfronten a l’Akaza, la tercera Lluna superior, tot i que el seu poder aclaparador els obliga a lluitar a la defensiva. En mig de la ferotge batalla, però, en Tanjirô aconsegueix per fi veure el “món transparent” del qual li havia parlat el seu pare... Serà capaç aquest cop de tocar l’Akaza amb la seva katana...?! |                              |                   |
| 19 | 5 de juliol de 2024          | 978-84-679-5865-2 |
| La batalla contra en Dôma, la segona Lluna superior, es posa intensa! En trobar-se cara a cara amb el dimoni que va assassinar els seus éssers estimats, la Kanao i l’Inosuke no poden evitar que la ràbia els faci tremolar, però això no els impedeix lluitar ferotgement contra les devastadores kekki-jutsu amb què el dimoni els bombardeja. Seran capaços de girar la truita i consumar la seva venjança malgrat la seva aparent inferioritat...?!                                                                           |                              |                   |
| 20 | 2 d'agost de 2024            | 978-84-679-5866-9 |
| Els pilars Himejima i Shinazugawa s'enfronten a la primera Lluna superior. Durant el transcurs de la batalla, a tots dos els apareixen les marques a la pell, però ni això ni la seva coordinació atacant són suficients per fer ombra a l’aclaparador poder de l’enemic. Tanmateix, quan tot ja sembla perdut, en Genya es recupera absorbint una part de la primera Lluna... Quin serà el desenllaç d’aquesta cruenta batalla?!                                                                                                  |                              |                   |
| 21 | 6 de setembre de 2024        | 978-84-679-5867-6 |
| La batalla contra la primera Lluna superior ha arribat a la seva fi! Lluitant a capa i espasa, el Cos de Matadimonis ha aconseguit endur-se una difícil victòria, però el preu que ha hagut de pagar és incommensurable… Mentrestant, a les profunditats de la fortalesa infinita, en Muzan Kibutsuji, el creador original dels dimonis, es comença a moure. I a en Tanjirô... Què li deu estar esperant, a ell...?! |                              |                   |
| 22 | 25 d'octubre de 2024         | 978-84-679-5868-3 |
| Encara falta més d'una hora perquè surti el sol i en Muzan es mostra cada cop més ferotge lluitant. Els pilars que es mantenen dempeus es llancen a atacar-lo, però no els és gens fàcil tocar-lo amb l'espasa. Mentrestant, en Tanjirô continua abatut, víctima dels atacs d'en Muzan... Tothom s'esforça al màxim en una batalla que està arribant al límit!! |                              |                   |
| 23 | 8 de novembre de 2024        | 978-84-679-5869-0 |
| La batalla entre en Tanjirô i el creador dels dimonis arriba a l’etapa final…!! Els fàrmacs que la Tamayo va administrar a en Muzan a costa de la seva vida comencen a fer-li efecte i han aconseguit que a poc a poc es vagi veient acorralat… Quin destí espera a en Tanjirô, la Nezuko i la resta del Cos de Matadimonis? |                              |                   |